# Open Space Technology
Open Space Technology (OST) è una metodologia di lavoro che permette, all'interno di qualsiasi tipo di organizzazione, di creare gruppi di lavoro (workshop) e riunioni (meeting) particolarmente ispirati e produttivi, in cui i partecipanti sono invitati a concentrarsi su uno specifico obiettivo. Sperimentato in differenti Paesi del mondo, viene impiegato nella gestione di gruppi di lavoro, composti da un minimo di 5 a un massimo di 2000 persone, nel corso di conferenze della durata di poche giornate.
Il metodo OST fu ideato dal sacerdote episcopale Harrison Owen nei primi anni 1980 come alternativa alle conferenze pianificate in anticipo, in cui gli organizzatori delle conferenze selezionavano in anticipo i relatori e gli orari venivano spesso programmati con mesi di anticipo. Nel metodo OST, infatti, l'ordine del giorno e il programma delle presentazioni, dei relatori e degli argomenti non vengono stabiliti a priori, ma sono decisi dai partecipanti nel momento in cui sono presenti fisicamente nel luogo d'incontro. Si tratta quindi di una metodologia di lavoro innovativa, poiché in tal modo le persone tendono a non annoiarsi e, anche grazie a un clima piacevole, in tempi relativamente brevi esse producono un documento riassuntivo di tutte le proposte e i progetti elaborati dal gruppo, il report istantaneo, documento che oltre alla sua utilità pratica diviene testimonianza di un lavoro fatto e garante degli impegni presi.
Il metodo OST è stato tra i primi dieci strumenti di sviluppo organizzativo citati tra il 2004 e il 2013.

## Storia
Harrison Owen, fondatore del metodo OST, aveva ricevuto nel corso dei suoi studi una formazione culturale incentrata sulla natura e sulla funzione del mito. A metà degli anni 1960 abbandonò il mondo accademico per lavorare con diverse organizzazioni, tra cui piccoli villaggi dell'Africa occidentale, grandi aziende e organizzazioni non governative, organizzazioni comunitarie urbane, corpi di pace, programmi medici regionali, istituti sanitari nazionali e amministrazioni per i veterani. Avendo intuito che i suoi studi sul mito potevano avere una ricaduta pratica in quei sistemi sociali, nel 1977 fondò una società di consulenza per esplorare la cultura delle organizzazioni in trasformazione in qualità di teorico e consulente praticante.
Owen indisse il suo primo simposio internazionale sulla trasformazione organizzativa come una conferenza tradizionale, ma avendo notato come le persone si confrontassero con molto più entusiasmo durante le pause caffè anziché durante le fasi di lavoro, arrivò a considerare l'ipotesi di strutturare i successivi simposi come se fossero un'unica grande pausa caffè, in modo che i partecipanti si sentissero liberi di proporre gli argomenti e di discuterli solo se interessati ad essi, seppur mantenendo comunque un tema centrale che avrebbe guidato il gruppo di lavoro ad auto-organizzarsi e a raggiungere gli obiettivi concordati. Successivamente i partecipanti ai simposi di Owen iniziarono ad applicare il metodo OST nel loro lavoro e a riferire sul loro apprendimento. Uno di questi eventi convocato in India attirò l'attenzione dei media locali e venne notato dal New York Times, che in seguito descrisse Owen e il metodo OST in alcuni suoi articoli nel 1988 e nel 1994.
Owen stilò una breve guida per l'utente per facilitare ulteriori sperimentazioni e pratiche del metodo OST; tale guida venne poi ampliata e pubblicata da Berrett-Koehler.

## Funzionamento

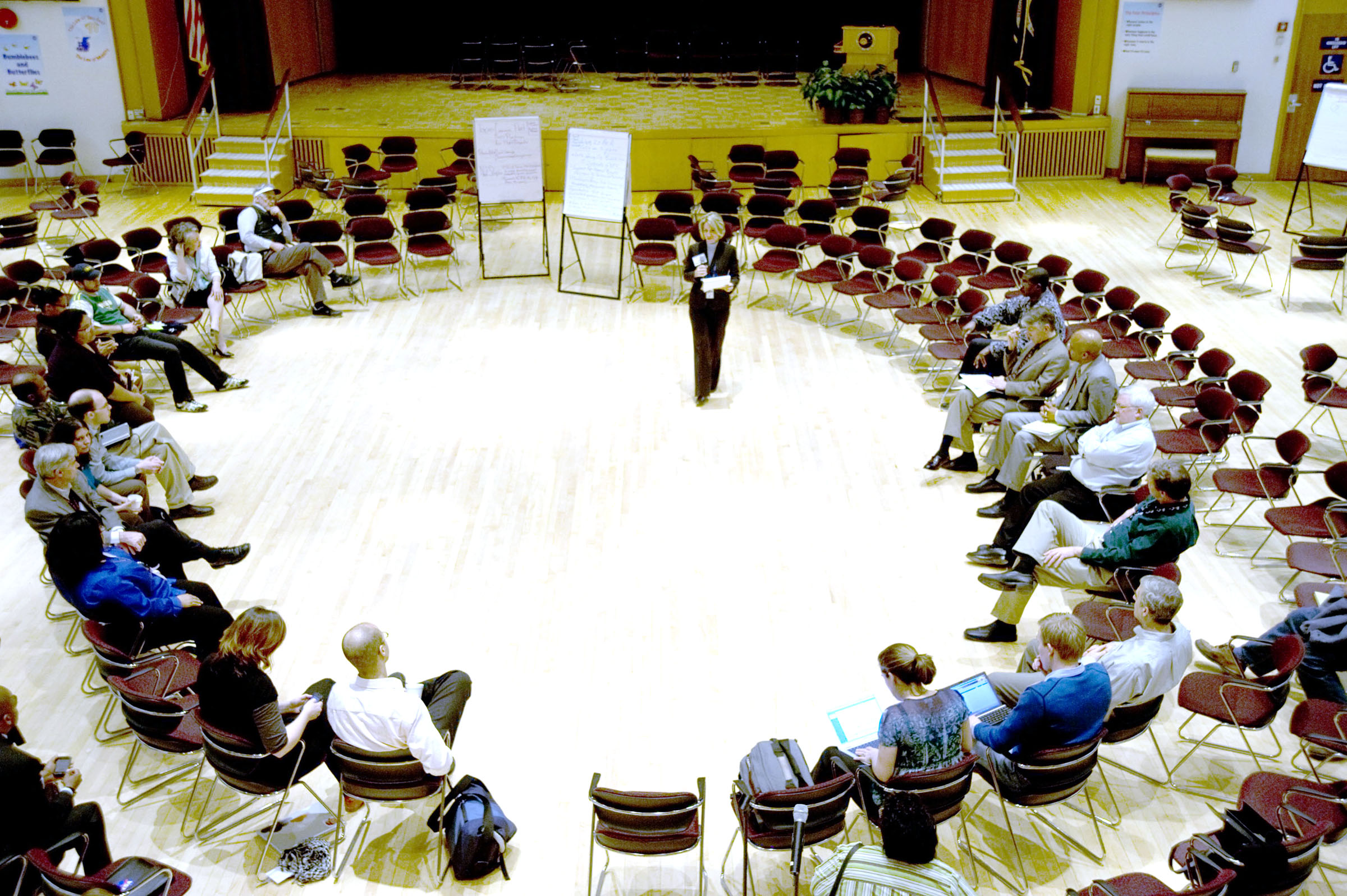
Riunione OST al Goddard Space Flight Center della NASA

Una riunione auto-organizzata e gestita con il metodo OST prevede solitamente questa agenda:
1. nella prima parte si discute in maniera informale, cominciando a conoscere i vari punti di vista;
2. nella seconda parte si discute approfonditamente del tema in questione;
3. nella terza parte si prendono le decisioni.

I dettagli del programma giornaliero degli interventi sono più o meno creati e organizzati dai partecipanti e dagli oratori presenti il giorno stesso. Data la natura potenzialmente caotica degli incontri OST, all'inizio dell'incontro il promotore fa del suo meglio per concentrarsi sul tema, sulle regole di base, sui valori e sulle energie della conferenza, includendo a volte brevi introduzioni per ciascun oratore presente. Il promotore spiega il processo di auto-organizzazione e le eventuali regole per modificare orari, interventi e programmi una volta resi pubblici. Tuttavia, una volta confermato il tema e l'obiettivo generale, il promotore dell'incontro diventa molto meno attivo.

## Principi
Il metodo OST si basa su quattro "principi" e una sola "legge".
I quattro principi sono:
1. Chiunque venga è la persona giusta; le decisioni che vengono prese durante il lavoro sono opera di coloro che sono presenti. Non serve quindi pensare a chi sarebbe potuto intervenire o chi avremmo dovuto invitare, è molto più utile concentrarsi su quelli che ci sono. La partecipazione alla riunione OST dovrebbe essere sempre volontaria, infatti solo chi ha davvero a cuore il tema in discussione si impegnerà a fondo, sia nell'affrontarlo che nelle fasi di implementazione del progetto.
2. Qualsiasi cosa accada è l'unica che poteva accadere; in una particolare situazione, con determinate persone e discutendo di un certo tema, il risultato che si otterrà è l'unico risultato possibile. Le sinergie e gli effetti che possono nascere dall'incontro di quelle persone sono imprevedibili e irripetibili, per questo chi conduce una riunione OST deve rinunciare ad avere il controllo della situazione: tentare di imporre un risultato o un programma di lavoro è controproducente. Chi facilita un convegno OST deve avere totale fiducia nelle capacità del gruppo.
3. Quando comincia è il momento giusto; l'aspetto creativo del metodo. È chiaro che dovranno esserci un inizio e una fine, ma i processi di apprendimento creativo che avvengono all'interno del gruppo non possono seguire uno schema temporale predefinito. Decidere per esempio di fare una pausa a un certo orario può impedire a un dialogo di avere termine, perdendo così informazioni o idee fondamentali alla realizzazione del progetto.
4. Quando è finita è finita; se certe volte serve più tempo di quello previsto, altre accade il contrario. Se per esempio si hanno a disposizione due ore per trattare un certo argomento, ma la discussione si esaurisce più velocemente del previsto, è inutile continuare a ripetersi, molto meglio dedicare il nostro tempo ad altro.

L'unica legge che regola il metodo OST è la legge dei due piedi: se ti accorgi che non stai né imparando né contribuendo alle attività, alzati e spostati in un luogo in cui puoi essere più produttivo. In pratica la legge stabilisce che se una persona si trova a conversare di un argomento e non ritiene di poter essere utile, oppure non è interessata, è molto meglio che si alzi e si sposti (usando i due piedi, per l'appunto) in un altro gruppo dove può essere più utile. Questo atteggiamento non va interpretato come una mancanza di educazione, ma come un modo per migliorare la qualità del lavoro.

## Condizioni di utilizzo
Il metodo OST può essere uno strumento efficace, ma deve essere utilizzato solo se si verificano particolari condizioni. Diversamente, oltre a diventare inefficace, si riduce ad essere uno spreco di tempo e di denaro. Funziona solo in una situazione che comporta:
- un serio e reale problema su cui lavorare;
- un'elevata complessità;
- molteplici punti di vista;
- conflittualità diffusa;
- necessità di trovare una soluzione nell'immediato.

### Ambientazione
Il luogo ideale dove svolgere una conferenza OST deve essere dotato di una stanza abbastanza grande da poter ospitare tutti i partecipanti seduti in circolo ed altre stanze più piccole, facilmente raggiungibili, per i gruppi che si formeranno nelle fasi di lavoro. Lo spazio non deve essere particolarmente strutturato, è importante invece che sia confortevole. Elementi fisici, come tavoli e scrivanie, non servono in quanto occupano spazio ed intralciano i movimenti delle persone.
Nella stanza centrale deve esserci una parete dove poter sistemare i cartelloni prodotti dal gruppo, che devono essere ben visibili e facilmente accessibili. Una parte della stanza ospita la zona adibita alla redazione del report istantaneo, mentre un'altra sarà la zona dedicata alla pausa caffè.
È importante che i partecipanti siano seduti in circolo su delle sedie e che le sedie si possano spostare con facilità; il centro del circolo deve essere vuoto, così che tutti si possano guardare negli occhi e sentire alla pari degli altri. In questo modo, già dal principio si viene a creare una sensazione di uguaglianza e partecipazione.

## Il ruolo del facilitatore
Facilitare una riunione OST è un'esperienza molto diversa da ogni altra esperienza di facilitazione, in quanto il desiderio di avere il controllo sugli eventi deve essere messo da parte. Il facilitatore deve prima di tutto definire i tempi, gli spazi, lanciare il tema da discutere ed esporre la legge ed i quattro principi. Quando il gruppo è sistemato in cerchio egli deve "aprire lo spazio" entrando al centro, prendendo la parola per presentare il tema da discutere e spiegando che il muro vuoto nella stanza centrale rappresenta il programma di lavoro e che esso sarà costruito sul momento e dai partecipanti stessi. Il facilitatore ideale dell'evento è "pienamente presente e invisibile", "colui che crea uno spazio" per i partecipanti per auto-organizzarsi piuttosto che micro-gestire attività e conversazioni.
Il muro assume la funzione di bacheca ed il gruppo la riempie con le sue proposte. A questo punto il facilitatore deve spiegare come effettuare questa operazione: ogni persona che pensa di avere un argomento di discussione sul tema deve scriverlo su di un cartoncino, poi alzarsi e presentarlo al gruppo, tenendo ben presente che chi ha proposto l'argomento sia certo di averlo particolarmente a cuore e che non pensi che qualcun altro debba occuparsene. Quando i temi saranno esauriti ogni promotore dovrà attaccare alla bacheca il suo cartoncino, una volta terminata questa operazione tutti potranno osservare i vari argomenti emersi e decidere a quale gruppo intendono unirsi. I gruppi formati saranno autogestiti e produrranno, una volta esauriti gli argomenti di discussione, un rapporto che unito a quelli degli altri gruppi andrà a formare il rapporto istantaneo di fine lavori.
Al termine della giornata è prevista la sessione di chiusura, oppure sessione di aggiornamento dei lavori se la riunione OST è suddivisa in più giornate. Non necessita di particolari formalità, ci si mette nuovamente tutti in cerchio ed il facilitatore chiede se qualcuno abbia voglia di esprimere la sua opinione sul lavoro svolto e cosa abbia intenzione di fare alla luce dei fatti emersi.
La fase conclusiva consiste nella redazione dei report. Ogni gruppo di lavoro produce un report alla fine di ogni sessione, inserendo i dati emersi durante la discussione del tema proposto in un computer e poi stampandoli. I rispettivi report vengono appesi al muro centrale, in modo che tutti possano costantemente consultarli. Poco prima della fine della giornata i singoli report vengono uniti in un unico documento e ad ognuno dei partecipanti ne viene fornita una copia personale.
Può sembrare che il facilitatore, una volta esaurita la fase iniziale di spiegazione, abbia pressoché terminato il suo compito, ma non è così. Egli deve essere sempre presente, ovviamente fisicamente, ma anche mentalmente concentrato e sempre disponibile. Deve trasmettere sicurezza e tranquillità, dire sempre la verità in modo da guadagnarsi la fiducia delle persone. Infine deve essere capace di non tentare di controllare gli eventi per portarli ad un punto da lui preventivamente deciso; un atteggiamento simile porterebbe al sicuro fallimento della riunione OST.

## Applicazioni
Molti altri approcci condividono una o più caratteristiche con OST, come ad esempio le "non conferenze" Foo Camp e BarCamp. Sia Foo Camp che BarCamp sono incentrati sui partecipanti, come OST, ma nessuno dei due è organizzato attorno a un tema prestabilito o mirato alla risoluzione di un problema. Il primo Foo Camp fu organizzato da Tim O'Reilly e Sara Winge; poiché Winge era stata una studentessa di Owen, molti elementi simili alla OST sono usati nel Foo Camp.
La comunità di sviluppo di software tramite metodologia agile utilizzò per la prima volta l'approccio OST alla conferenza Agile/XP Universe nel 2002. Alla fine quel gruppo divenne l'Agile Alliance, che ha supportato l'uso di OST nella comunità del software agile. Da allora il metodo OST è stato utilizzato per guidare la trasformazione agile e raccogliere i requisiti nei progetti basati sulla metodologia agile.
Il design sprint, una tecnica di riunione correlata al design thinking e promossa da Google e Google Ventures, è simile ad OST poiché i partecipanti vengono invitati da un organizzatore a lavorare in modo collaborativo alla risoluzione di un problema, con l'aiuto di un facilitatore formato per gestire tali riunioni.
Alcuni organizzatori di riunioni utilizzano tecniche simili ad OST che provano ad evitare alcuni punti di tale metodo giudicati come deboli, come ad esempio un'atmosfera potenzialmente ostile per le persone introverse.